# Parque científico

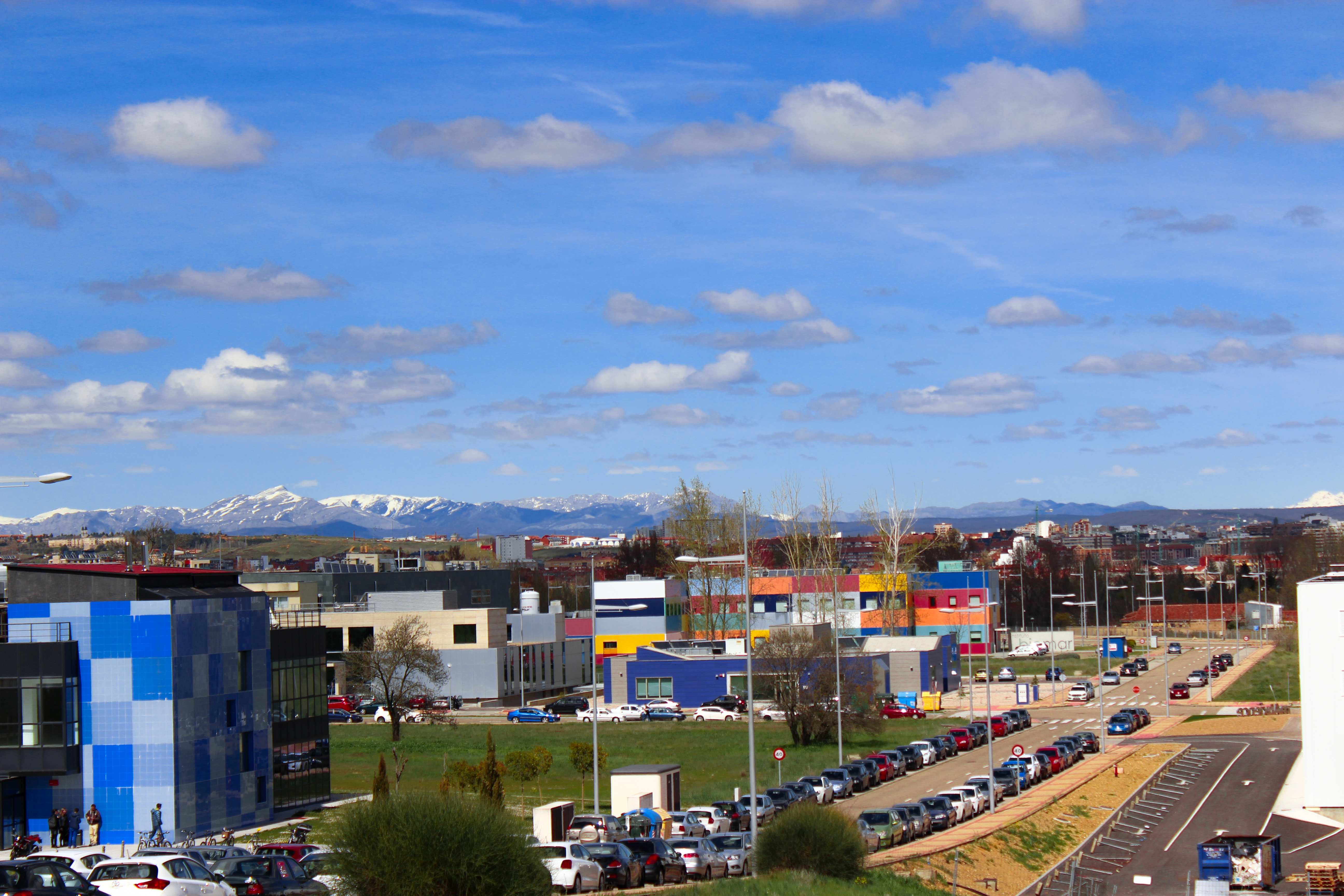
El parque tecnológico de León, España.

Un parque científico, tecnológico o de investigación es, según la definición de la Asociación Internacional de Parques Tecnológicos (IASP), un organismo gestionado por especialistas cuyo principal fin es incrementar la riqueza de su comunidad por la promoción de la cultura y la innovación así como la competitividad de sus empresas e instituciones fundadas en el saber que se le asocian o se crean en su entorno.
Para cumplir ese fin, los parques científicos y tecnológicos deben estimular y gestionar la transferencia tecnológica y de conocimientos entre universidades, empresas y mercados, junto con otras instituciones de I+D. Facilitan la creación y crecimiento de compañías innovadoras como incubadora de empresas, y ofrece otros servicios de valor añadido, además de espacios e instalaciones de alta calidad. 